# Санта-Лузия-ду-Норти
Санта-Лузия-ду-Норти (порт. Santa Luzia do Norte) — муниципалитет в Бразилии, входит в штат Алагоас. Составная часть мезорегиона Восток штата Алагоас. Входит в экономико-статистический микрорегион Масейо.